# 부원동 (김해시)

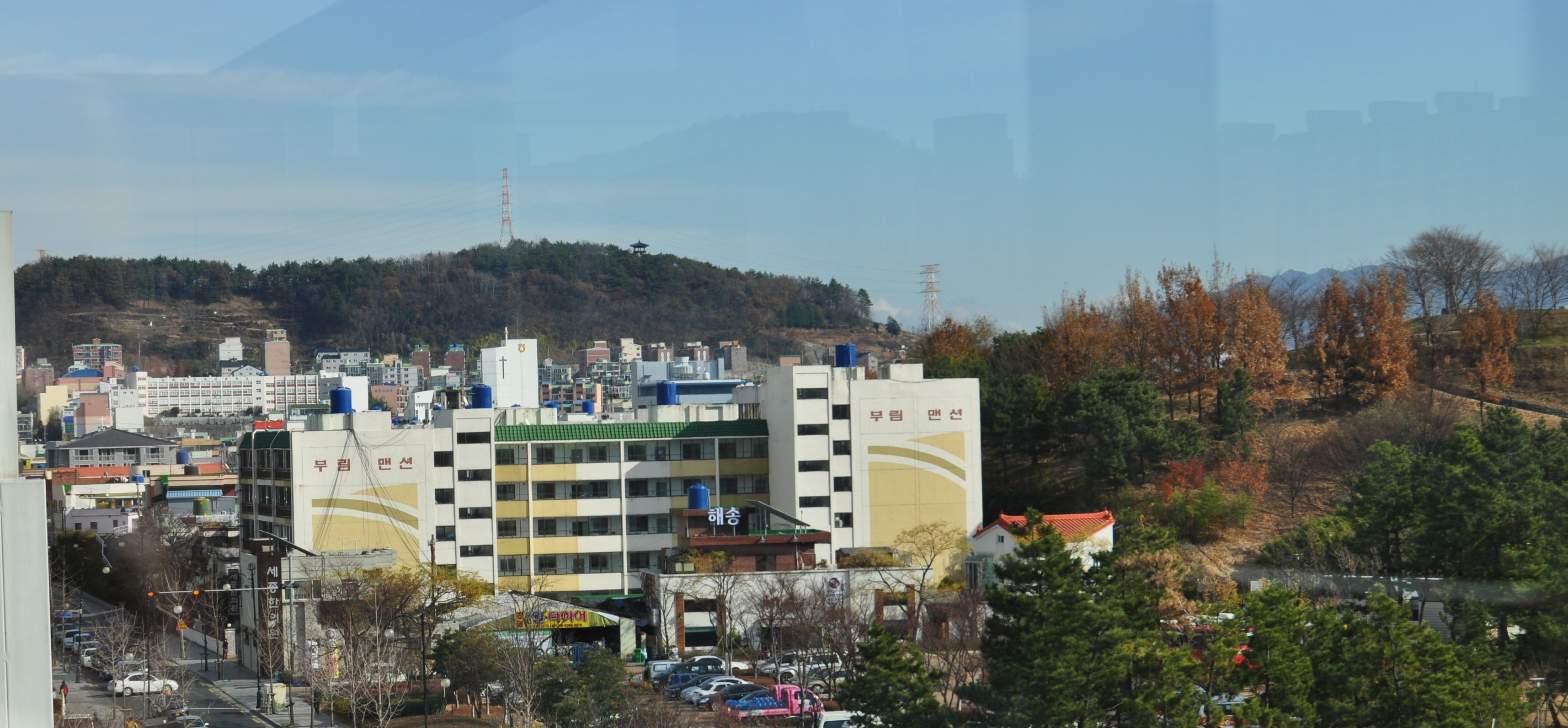
부원동 일대

부원동(府院洞)은 대한민국 경상남도 김해시의 행정동, 법정동이다. 김해부의 청사가 있었던 곳으로 부원리, 영정을 거쳐 1947년 부원동으로 되었으며, 1980년대부터 토지구획정리사업이 시작되어 신시가지가 형성되었으며, 시청, 세무서, 은행 등 주요 기관이 집중되어 있고 시의 중심지로서 가락로를 중심으로 크고 작은 상권이 형성되어 있다. 교통의 중심지로서 농산물 집하 등 상거래가 활발하여 토착민과 농업종사자가 도심에 비해 상대적으로 많다.

## 개요
부원동은 시의 중심지로서 시청, 세무서, 한전, KT 등 주요기관이 집중되어 있고  은행, 극장, 호텔, 새벽시장 등 크고 작은 상권이 형성되어 있다. 김해~부산 경전철 개통과 함께 부원동 역세권개발로 대규모 복합단지가 조성되면 가락로를 중심으로 한 대규모 상권의 부흥을 기대하고 있다.

## 연혁
- 김해부의 청사가 있었던 곳이며 1914년 다전리, 강창리, 고서리의 일부를 병합하여 부원리가 되었다.
- 1941년 11월 1일 영정으로 개명
- 1947년 6월 1일 부원동으로 개칭함.
- 1980년대부터 토지구획정리사업이 시작되어 신시가지를 형성하고 시청을 비롯 등기소, 시외버스 주차장 등이 들어서게 되었음.
- 1981년 7월 1일 시 승격과 함께 부원 3개구를 3개통으로 변경
- 1986년 11월 8일 부원동 619-3에 동사무소를 완공
- 1990년 4월 1일 15개통으로 분할
- 1996년 12월 19일 김해문화의집 개관

## 학교
- 김해중학교
- 김해중앙여자중학교
- 김해중앙여자고등학교